# Wotton (Québec)
Pour les articles homonymes, voir Wotton.
Wotton est une municipalité du Québec située dans la MRC des Sources en Estrie.

## Toponymie
Dans le livret-souvenir publié en 2002 par la Société d’Histoire et du Patrimoine de Wotton, à l’occasion de la commémoration du 100e anniversaire de Mgr Maurice O’Bready, on peut lire l’extrait suivant, tiré d’un article dans la Tribune de Sherbrooke du 17 septembre 1946 :
« (...) M. J.R. Morel, secrétaire-trésorier de Wotton, a inauguré, hier-soir, à la Salle des Anciens du Séminaire Saint-Charles, les conférences de la Société d’Histoire des Cantons de l’Est (...) Il a rappelé tout d’abord que c’est Sir Henry Wotton, diplomate et poète anglais (...) qui donna son nom au canton. »
Cet extrait est d’autant plus intéressant que les brochures touristiques retiennent habituellement l’interprétation que les Wottonais doivent leur toponymie à un village d'Angleterre, Wotton, dans le comté de Surrey. Par ailleurs, c’est avec un autre village d’Angleterre, Wotton-under-Edge, dans le comté de Gloucestershire, que le village s’est jumelé, comme le rappelle une plaque commémorative.

## Histoire
Wotton fut le premier canton francophone défriché en 1849. Cette communauté fut donc la première à s’affranchir du régime seigneurial. Terre natale de Mgr Maurice O'Bready, Wotton devint le berceau de l’expérimentation de l’agriculture au Québec sous le règne de Louis-Hippolyte La Fontaine, nommé ministre de la colonisation à l’époque du Bas-Canada.
Le village présente la première édition de son festival des traditions le 12 août 2006.

### Chronologie
Le comté de Wolfe ne prit naissance qu’en 1853, par le 12e Victoria Ch. 122 des Statuts de la province du Canada. Avant, il appartenait à Drummond, comté érigé en 1830 en tant que district électoral, à l’exception d’une tranche de la région de Weedon, qui appartenait au comté de Sherbrooke. Wolfe a donc été formé partie du comté de Drummond, partie du comté de Sherbrooke.
Presque tous les cantons de l’Est entrèrent d’abord dans un seul comté, celui de Buckinghamshire, qui s’étendait de la Chaudière au Richelieu. Voici la description qui permet de suivre les sectionnements qui s’opérèrent dans ce territoire au fur et à mesure du peuplement:
- Comté de Buckinghamshire, 1791-1830. Ce comté se divisa, en 1830 en Yamaska, Nicolet, Lotbinière, Sherbrooke, Drummond et Mégantic.
- Comté de Drummond, 1830-1838, 1841-1853. Ce comté se sectionna, en 1853 : on en tira celui d’Arthabaska et une partie de celui de Wolfe (section comprenant Wotton).
- Comté de Sherbrooke, 1830-1838, 1841 (moins la ville de Sherbrooke) – 1854. Ce comté se sectionna en 1853 : on en détacha celui de Compton et une partie de celui de Wolfe (vers Weedon). En 1855, ce qui restait du comté de Sherbrooke prit le nom de comté Richmond.
- Comté de Wolfe, 1853. Formé de parties prises aux comtés de Drummond et Sherbrooke. Créés sous l’Union, les comtés unis de Sherbrooke (i.e. Richmond) et Wolfe n’ont qu’un seul représentant au Parlement.

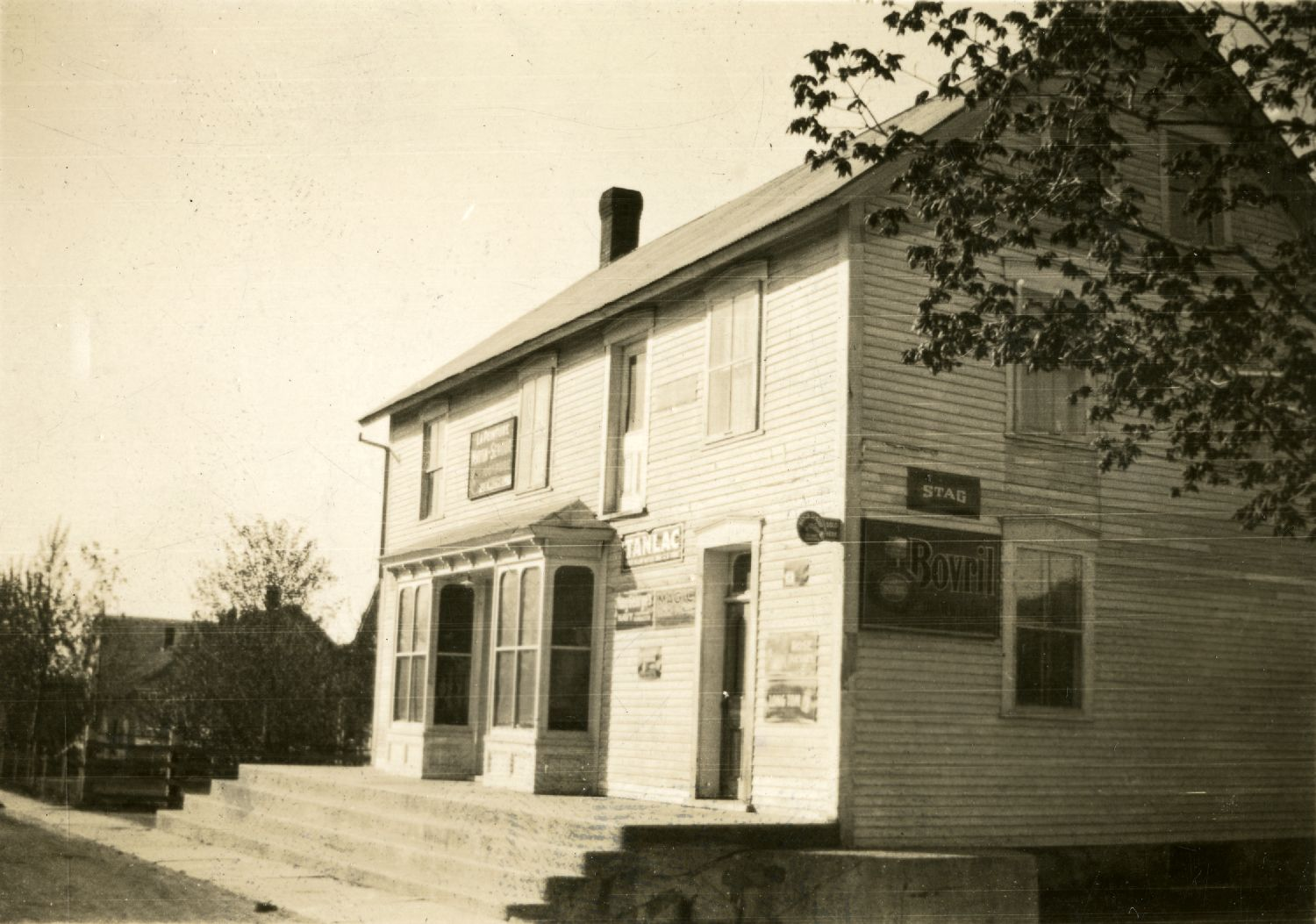
Magasin à Wotton vers 1920

À la confédération, en 1867, un seul député au fédéral et un seul au provincial représentent les comtés unis de Richmond et Wolfe. À partir de 1890, les deux comtés restent unis pour la représentation au fédéral, mais ils élisent chacun un député au provincial. Pour fins électorales, Wotton a donc d’abord appartenu à Drummond, qui élut Robert Nugent Watts (député du 8 avril au 6 novembre 1851) et John Mc Dougall (député du 13 décembre 1851 au 23 juin 1854).
Après 1853, bien que constitué maintenant en circonscription distincte, le nouveau comté de Wolfe, qui ne comptait pas encore une population assez considérable, fut adjoint au comté de Sherbrooke, lequel prit deux ans plus tard le nom de Richmond. C’est donc un député tory de Sherbrooke, William Locker Felton, qui patronna les comtés unis de Sherbrooke (Richmond) et Wolfe du 2 août 1854 au 28 novembre 1857.

## Géographie
Elle est traversée par la route 216 et la route 255.
Les rivières Nicolet Sud-Ouest et Nicolet Centre, qui confluent au nord-ouest du village, traversent la municipalité du sud-est au nord-ouest.

## Démographie
| 1996  | 2001  | 2006  | 2011  | 2016  | 2021  |
| ----- | ----- | ----- | ----- | ----- | ----- |
| 1 583 | 1 568 | 1 540 | 1 453 | 1 430 | 1 402 |

## Administration
Les élections municipales se font en bloc pour le maire et les six conseillers.
| Wotton Maires depuis 2005                                                                                            |                  |         |          |
| Élection | Maire            | Qualité | Résultat |
| 2005 | Ghislain Drouin  |         | Voir     |
| 2009 | Ghislain Drouin  | Voir    |          |
| 2013 | Katy St-Cyr      |         | Voir     |
| 2017 | François Carrier |         | Voir     |
| 2021 | Jocelyn Dion     |         | Voir     |
| Élection partielle en italique Depuis 2005, les élections sont simultanées dans toutes les municipalités québécoises |                  |         |          |

## Personnalités liées à Wotton
- Mgr Maurice O'Bready
- Jean-Paul Guimond, authentique musicien et chanteur traditionnel de grand talent, issu de la plus vieille famille d’agriculteurs wottonaise qui œuvre toujours sur la terre ancestrale depuis sept générations depuis mai 1849. Réparateur et raccommodeur de chansons et grand ambassadeur de notre folklore québécois à travers le Québec, le Canada et l’Europe depuis plus de 65 ans, on ne peut donc pas s’étonner que Jean-Paul Guimond ait reçu le Prix Aldor en 2005, créé en l’honneur de la musique traditionnelle et à la mémoire de l’harmoniciste Aldor Morin qui a accompagné La Bolduc.
C’est près de 800 chansons que l’agriculteur chantant interprète, grâce à sa mémoire prodigieuse et à son père Hormidas qui lui faisait pratiquer les chansons dans l’étable dès l’âge de 8 ans. À l’époque, chaque maisonnée organisait les veillées du samedi soir qui se déroulaient du premier samedi avant Noël jusqu’au Carême. Les ancêtres vivaient beaucoup de bonheur à danser sur des airs folkloriques et à écouter ces chansons de plaisir qui ont cimenté l’identité de notre peuple. Plusieurs porteurs de tradition passionnés ont trouvé auprès de Jean-Paul inspiration, conseils et beaucoup de chansons. Avec leur solide réputation de musiciens, conteurs et chanteurs sur la scène internationale, ces amoureux de l’oralité transmettent toute la fibre de notre patrimoine vivant, issu de notre précieuse unicité de peuple francophone en Amérique. Au fil du temps, Jean-Paul Guimond est devenu pour ces grands artistes une référence et un pilier important qui a contribué de façon tangible à leur succès.
- François Goudreau, le grand violoniste, qui a joué sur 52 albums des artistes québécois, chef d'orchestre, violoniste, altiste, professeur, accompagné de son ami chef d'orchestre et pianiste réputé internationalement Fred Farrugia qui a joué pour Ginette Reno, Jacques Brel, Michel Fugain, Nana Mouskouri, Gilbert Bécaud, etc., ainsi que Manon Vaillancourt, auteure-compositeure-interprète, offriront en cadeau de bienvenue une prestation haute en couleur à titre d’artistes wottonnais.
- Lise Dion, artiste et humoriste, habite Wotton depuis quelques années.
- Aurore Bégin, sage-femme et infirmière canadienne y est née en 1898.

## Média
Le journal de la municipalité de Wotton se nomme  Le Trident de Wotton.

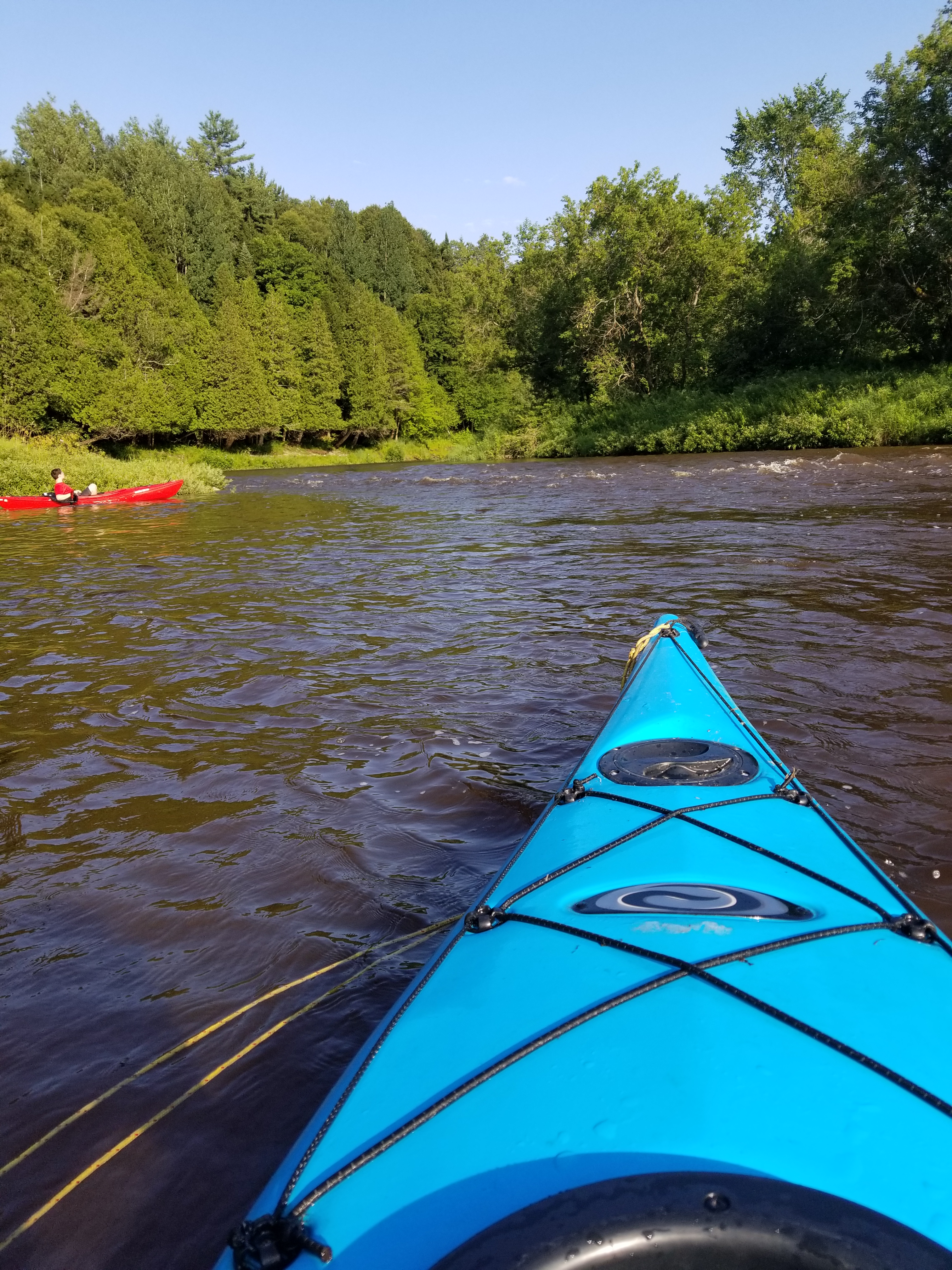
Kayakistes sur la rivière Nicolet près de Wotton.

## Attraits Touristiques
- Wotton comporte plusieurs attraits touristiques dont : Miellerie Lambert, l'auberge l'Espace Temps ainsi qu'une ferme d'élevage de Paul et Suzanne Thétrault. Pour les 4 saisons, un parc en plein air est offert aux citoyens et visiteurs[10].
- La municipalité se situe aux pieds de la chaîne des Appalaches. Sa proximité avec de nombreux parcs naturels, tels que le mont Ham, en fait une destination de villégiature.